# 大王郢駅
大王郢駅（だいおうえいえき）は、中華人民共和国安徽省滁州市南譙区徽州路と清流路の交差点にある、南京地下鉄S4号線の駅である。

## 駅名
駅名については、事業着手当初は滁州市政府と南京地下鉄集団は「蘇滁産業園駅」の仮称を用いており、2022年9月2日に「大王郢駅」を駅名として第一次公示され、2022年11月15日に駅名が「大王郢駅」に決定したことが発表された。

## 隣の駅
南京地下鉄
■S4号線
林楼駅- 大王郢駅 - 蘇滁商務中心駅